# Sebastiano Proto
Sebastiano Proto (1976 o 1977) è un poliziotto italiano, vice ispettore.
Nel maggio 2016, assieme a Daniele Manganaro, Salvatore Santostefano e Tiziano Granata, intervenne in difesa della vita di Giuseppe Antoci, il quale era stato ferito in un attentato. Nel 2020 sono stati promossi dal capo Franco Gabrielli. Nel febbraio 2024 ai poliziotti è stata conferita la Medaglia d’oro al valor civile, concessa dal Presidente della Repubblica Sergio Mattarella.